# Roald Amundsen (football)
Pour les articles homonymes, voir Roald Amundsen (homonymie) et Amundsen.
Roald Amundsen (né le 18 septembre 1913 et mort le 29 mars 1985) est un footballeur norvégien, qui jouait au poste de défenseur.

## Biographie
C'est dans le club norvégien du Mjøndalen IF qu'Amundsen évolue lorsqu'il est sélectionné avec l'équipe de Norvège et participe à la coupe du monde 1938 en France.